# Realisme polític
El realisme polític és una de les escoles dominants que regeixen les relacions internacionals i la filosofia política. Aquesta corrent de pensament però, no és una teoria monolítica, sinó que conté un corpus teòric altament divers, on convergeixen diferents posicions teòriques emmarcades en la tradició realista al partir d'unes premises centrals compartides. Fonamentalment, l'assumpció principal és que la política internacional necessàriament sempre serà un terreny de conflicte i disputa entre els diferents estats, en constant competició per la seva supervivència i seguretat. Els aspectes comuns són:
1. Importància de l'estat: Els estat nació són l'actor més important del sistema internacional, per sobre de líders nacionals o organitzacions internacionals. Analíticament, s'entenen com unitats independents, sobiranes i diferenciades entre si.
2. Anarquia: El sistema internacional és anàrquic. No existeix cap autoritat internacional que pugui regular les interaccions i relacions entre els diferents països.
3. Racionalisme i/o egoisme: Els estats són actors racionals. Totes les decisions que prenen responen a criteris estratègics, amb l'objectiu d'assolir els seus interessos nacionals. Així doncs, funcionen sobre la base d'anàlisis cost-benefici, on tenen en compte tant les condicions i capacitats pròpies, com les de la resta de països.
4. Poder i supervivència: El poder és una de les característiques centrals del sistema internacional. L'interès fonamental de tots els estats és garantir la supervivència i reproducció. Tot i això, degut a la naturalesa anàrquica del sistema, cap país té cap garantia supra-nacional de protecció. Així doncs, només disposen de les pròpies capacitats per assolir els seus interessos. El poder, doncs, és un aspecte troncal en l'adquisicó d'aquestes capacitats.

## Fonaments
Aquestes idees tenen l'origen en bases filosòfiques tan antigues com Túcidides, Maquiavel i Hobbes, les quals utilitza per interpretar-ne la realitat. En aquest paradigma, l'estat natural de l'home és la lluita per la supervivència. D'aquesta manera, la cooperació és una estratègia adaptativa, de conveniència, i no quelcom moral. A nivell individual, la materialització suprema de la cooperació humana, destinada a superar l'estadi original de caos i brutalitat, és l'estat. Aquest es percep com una forma d'organització política, social i econòmica essencialment positiva per la vida dels seus ciutadans: a través de la renúncia voluntària d'una part de la llibertat individual, l'estat s'erigeix com a autoritat garant de la seguretat material de les persones.

## Defensors
La trajectòria del realisme polític, en les seves múltiples branques, té un llarg recorregut històric. Alguns dels pensadors adherits a aquest corrent són:
- Sunzi
- Tucídides
- Nicolau Maquiavel
- Cardenal Richelieu
- Thomas Hobbes
- Charles Maurice de Talleyrand-Périgord
- Carl von Clausewitz
- Edward Hallett Carr